# Charles-Henri de Lorraine-Vaudémont
Ne doit pas être confondu avec Charles IV de Lorraine.
Charles-Henri de Lorraine (Bruxelles, 17 avril 1649 - Nancy, 14 janvier 1723), comte puis prince de Vaudémont, de Commercy, etc., est le fils légitimé de Charles IV de Lorraine et de Bar et de sa maîtresse Béatrix de Cusance. Il servit dans les armées de l'Empire romain germanique, fut nommé gouverneur du Milanais puis, devenu prince de Commercy, fit entièrement reconstruire le château de Commercy.

## Biographie
Charles-Henri est le troisième enfant que Charles IV eut avec Béatrix de Cusance. La nullité du mariage du duc d'avec la duchesse Nicole de Lorraine n'ayant pas été accordée par le Saint-Siège lors du procès en nullité, les enfants nés de ce « deuxième » mariage (reconnu plus tard) ne peuvent prétendre à la succession au duché. La mort Nicole de Lorraine permis, plus tard, à Charles IV et à Béatrix de Cusance de se marier, ce qui légitimeraient leurs enfants, sans toutefois les rendre dynastes au trône de Lorraine.
Le prince de Vaudémont reçoit de son père un petit État souverain composé de territoires pris dans le nord du duché de Lorraine : la baronnie de Fénétrange, les comtés de Sarrewerden, de Bitche et de Falkenstein.
Titré par son père comte puis prince de Vaudémont, Charles-Henri hérite sans doute du tempérament de son père et est un grand homme de guerre. Il est toutefois plus fidèle et constant, après avoir choisi de servir l'Espagne et non le roi de France, oppresseur dont les troupes occupaient des duchés. Chevalier de l'ordre de la Toison d'or en 1675, Gouverneur du Milanais de 1698 à 1706, Grand d'Espagne de première classe.

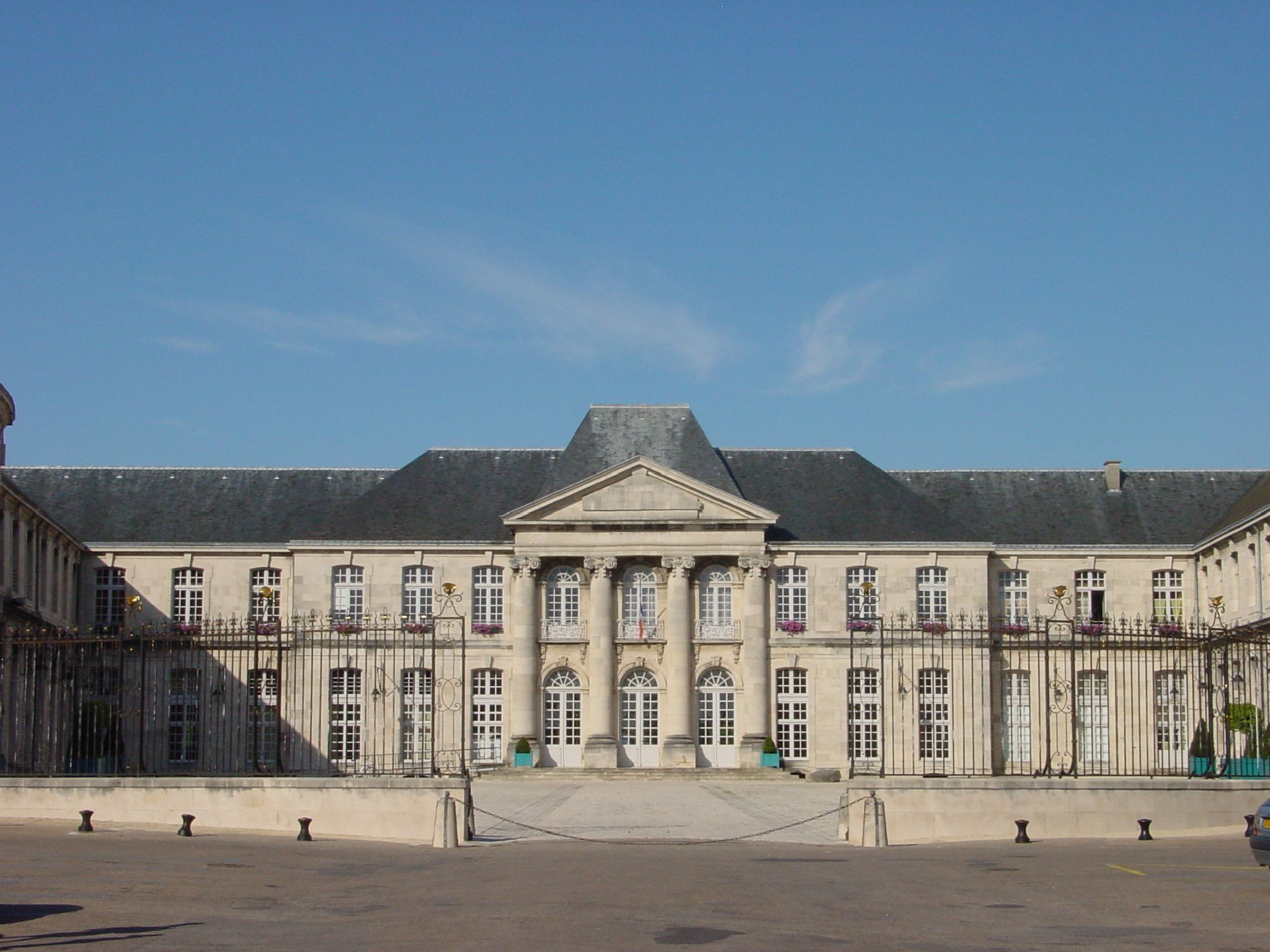
Château de Commercy (état actuel)

La France ayant rendu ses possessions au duc Charles IV en 1661, une période d'accalmie entre les deux monarchies put engendrer une politique de réconciliation. Le prince Charles, héritier des duchés, se fiance à Jeanne-Baptiste de Savoie-Nemours, princesse française.
En 1662, le duc Charles IV signe avec la France le Traité de Montmartre qui donne les duchés à La France et intègre la Maison de Lorraine dans la Maison Royale de France. Le traité est rejeté tant par les membres de la Maison ducale que par la cour souveraine de Lorraine. Les fiançailles du prince héritier sont rompues et le jeune homme va servir l'empire où il s'illustre lors de la résistance à l'invasion ottomane. La Lorraine et le Barrois ne retrouvent leur indépendance qu'en 1697. Le duc Charles IV meurt en 1675 et son successeur en 1690. C'est le fils aîné du défunt Charles V, Léopold Ier, qui règne à Nancy, ville qu'il découvre à l'âge de 19 ans. Il se signale par une générosité et une grandeur d'âme qui firent l'admiration de Voltaire. La seigneurie de Walhain et celle de Wavre reçues de sa mère par donation . Wavre fut vendu à François Ansillon, chevalier du Saint-Emire et bourgmestre de Bruxelles.
N'étant pas concerné par la succession au trône, le comte de Vaudémont épouse en 1669 une de ses cousines françaises de la maison de Lorraine-Elbeuf, Anne-Élisabeth (fille du duc d'Elbeuf et d'Anne-Elisabeth de Lannoy) ; ils ont un fils, Charles-Thomas (1670-1704), lui-même prince de Commercy et homme de guerre. ne pouvant servir la France ennemie, le comte de Vaudémont sert l'Espagne et devient gouverneur de Milan.
En 1674, il dirige la défense de Besançon assiégée par les troupes de Louis XIV. La ville résiste durant vingt jours  et la citadelle une semaine de plus. En 1675, il est créé Grand d'Espagne et jouit ainsi d'une protection royale. En 1691, Don Eugène Lopez de Ulloa, gouverneur de Damme, lui écrit que << Valhain (sic) qui est au milieu de l'armée est entièrement conservé parce que le Roy a défendu sur paine (sic) de la vie de ne toucher aux terre (sic) du prince.>> 
À la mort de son fils, Charles-Henri renonce au profit du duché, à son État souverain des environs de Bitche. En compensation, son cousin le duc Léopold lui attribua la principauté de Commercy en 1708. Le prince fait construire dans cette petite capitale un vaste château ; Germain Boffrand, architecte du Roi (de France, Louis XIV) et premier architecte du duc de Lorraine, en dresse les plans, conservant les bases d'un ancien château-fort cantonné de tours rondes ; il reprend ce même principe pour le célèbre château d'Haroué.
Veuf depuis 1714, le prince meurt à 74 ans, sans postérité survivante. Il est inhumé à la chartreuse de Bosserville que son père avait fondée. La principauté de Commercy fait alors retour au domaine ducal. Son intendant-général était le chevalier (1724) François-Joseph de Servais, membre d'une éminente famille de bibliophiles du Brabant.
Un Lorraine-Elbeuf, Joseph-Marie (1759-1812), porte encore le titre de prince de Vaudémont. Sa femme, née Louise de Montmorency-Logny, sera une précieuse amie de Talleyrand.

## Un amateur de musique et des arts
C'est lors de son séjour à Paris, à partir de 1674 que le prince découvre l'opéra. Il est alors devenu un grand amateur de musique. À Bruxelles, le compositeur Pietro Antonio Fiocco lui dédicace un petit opéra intitulé Le Retour du printemps, le 13 juin 1699, écrit dans le style lullyste). Le manuscrit en est conservé à la Bibliothèque nationale de Vienne.
À Milan, Charles-Henri  fait monter le dramma per musica Angelica nel Cataï, adaptation italienne du Roland du même Lully, à l'occasion de la venue de Philippe V d'Espagne.
La dédicace de la Nouvelle méthode pour apprendre la musique (1709) de Michel Pignolet de Montéclair nous apprend que celui-ci fut le maître de musique de la musique de Charles-Henri, et qu'il l'accompagna jusqu'à Milan peu avant 1699.
Enfin il fut probablement[réf. nécessaire] en rapport avec le compositeur Henry Desmarest.

## Ascendance

### Portraits
Des portraits peints de Charles-Henri de Lorraine et de son épouse sont visibles à l'hôpital Saint-Charles de Commercy. Il existe aussi des portraits gravés par Nicolas IV de Larmessin, d'après une œuvre de Jean Ranc.

## Sources manuscrites et imprimées
par ordre chronologique
- Bibliothèque nationale de France (Manuscrits) : Collection de Lorraine, vol. 726 à 970, regroupa des papiers du prince de Vaudémont (correspondances, comptes, rentes, documents divers). Inventaire de cette collection dans Philipe Lauer, Collections manuscrites sur l’histoire des Provinces de France, tome I (Bourgogne-Lorraine), Paris, 1905, p. 439-485.
- Augustin Calmet, Notice de la Lorraine, Lunéville, 1840 (lire en ligne).
- Lettres inédites de Mmes des Ursins, de Maintenon, de MM. le duc de Vaudémont, le maréchal de Tessé et le cardinal de Janson, Caen, A. Hardel, 1862.
- Léonce Pingaud, Le Prince Charles-Henry de Vaudémont (1649-1723), Besançon, Dodivers, 1879, 32 p. (précédemment publié dans Mémoires de la Société d'émulation du Doubs, 1876).
- Nigel Kent-Barber, Le Prince de Vaudémont, Charles-Henry de Lorraine et le régime espagnol au Milanais  (1700-1707) : Une introduction au fonds Vaudémont, thèse de lettres, Paris, 1967, 277-XV ff.
- (en) John M. Stapleton Jr.  Forging a coalition army : William II, the Grand alliance and the Confederate army in the Spanish Netherlands, 1688-1697, Ohio State University, 2003.
- John Childs, The Treaties of the War of the Spanish succession : An historical and critical dictionary, Greenwood, 1995, p. 460-462.
- Nicolas Moralès,  L'Artiste de cour dans l'Espagne du XVIIIe siècle : étude de la communauté des musiciens au service de Philippe V (1700-1746), Madrid, Casa de Velasquez, 2007.
- Manuel Couvreur, « Pietro Antonio Fiocco, un musicien vénitien à Bruxelles (1682-1714) », Revue belge de musicologie no 55, 2001, p. 147-164.
- Hubert Collin, « Charles-Henri de Lorraine, prince de Vaudémont, souverain de Commercy, homme de guerre, diplomate et homme de cour (1649-1723) : portrait d'un « citoyen de l'univers » ami des arts », Henry Desmarest (1661-1741) : Exils d'un musicien dans l'Europe du grand Siècle, Versailles, CMBV et Sprimont, Mardaga, 2005, p. 137-148.Une version plus développée du texte précédent a été lue à Nancy à l'Académie Stanislas le 23 mai 2003, sous le même titre (disponible en ligne).
- Le P. Barnabé Brabant, Les Frères Mineurs à Wavre, 1645-1797, Duculot-Boulin, Editeur, Tamines, 1904, page 15.